# Upravljanje poslovnih procesov
Upravljanje poslovnih procesov  predstavlja vsa prizadevanja organizacije, podjetja oz. inštitucije, da procesi, ki se odvijajo v organizaciji, pripomorejo k uresničitvi strateških ciljev preko izboljševanja, urejanja izvedbe in vodenja osnovnih poslovnih procesov . Pristop za upravljanje poslovnih procesov se v glavnem osredotoča na pridobivanje in izboljšanje procesov v organizaciji ter na tak način teži k večji učinkovitosti.
V organizacijah hkrati potekajo različni procesi, ki oblikujejo sistemsko delovanje organizacije. Delimo jih v tri vrste procesov . 
1. temeljni procesi : pri slednjih gre za procese, ki so vezani na izdelke, produkte oz. storitve, ki jih organizacija ponuja. S temeljnimi procesi želimo doseči korist uporabnika.
2. informacijski procesi: zagotavljanje kakovostnih informacij ob pravem času, na pravem mestu in na prav način, da te pripomorejo čim boljšem delovanju za kupca, delavce in lastnike
3. procesi upravljanja : ti procesi pa vodijo in zagotavljajo smotrno delovanje preostalih dveh.

Vsak od zgoraj navedenih procesov potrebuje vložke in prav tako vsak od procesov oblikuje svoje produkte oz. rezultate. Ti procesi so med seboj soodvisni in se prekrivajo. Pri posameznem procesu namreč uporabljamo vire drugih procesov in z izidi posameznega procesa vplivamo na druge procese.
Upravljanje poslovnih procesov se osredotoča na razumevanje, nadzor in izboljšanje procesov, tako da se ustvari vrednost za vse zainteresirane.

## Zgodovina
Pomembno je omeniti, da je trend razvoja prešel z avtomatizacije procesov na upravljanje procesov  Upravljanje poslovnih procesov pa je postalo pomembno v začetku devetdesetih let preteklega tisočletja. Čeprav se je uporabljalo že pred tem, je s prihodom nove tehnologije dobilo upravljanje poslovnih procesov še drugačen vidik.
V zadnjem času se organizacije bolj usmerjajo na procesno vodenje, ker želijo zmanjšati stroške. Podjetja se osredotočajo na načine, kako bi izboljšali delovno učinkovitost. Možnost pogosto vidijo v upravljanju procesov. Večji del podjetji oz. organizacij deluje po principu funkcionalnih organizacij, ki so razdeljene v posamezne skupine, ki se ukvarjajo z enim delom procesa, manj podjetji oz. organizacij pa na način procesno upravljanih organizacij. Organizacije, ki se želijo razširiti ali konkurenčno odgovarjati na potrebe trga ugotavljajo, da ne dosegajo zastavljenih ciljev .

## Modeli
Upravljanje s poslovnimi procesi so različni avtorji opredelili na nekoliko različne načine. Ena od metod  vključuje 6 osnovnih korakov. Vključuje pripravo, izbiro procesa, opis, kvalifikacijo, izbor priložnosti za napredek in uresničevanje izboljšav.
Širšo sliko daje model Biazza , ki opisuje ključne komponente upravljanja poslovnih procesov. Predstavlja štiri ključne točke, ki so pomembne pri vzpostavljanju upravljanja poslovnih procesov v podjetju oz. organizaciji.
- Arhitektura procesov : Tu gre za sistematično in obširno zbirko procesov, ki so strateško pomembni. To so procesi, ki se jim nameni velik del pozornosti in časa tekom dela. Poznavanje arhitekture procesov predstavlja bistveno komponento sistema za upravljanje poslovnih procesov.
- Vidnosti procesov: Ta dimenzija vsebuje povezovanje arhitekture procesov in organizacijske strukture, tako da postanejo procesi v organizaciji vidni. Potrebno je poznati vsak proces, ki se zgodi v organizaciji. Dokumentiranje procesov omogoča, da postanejo procesi v organizaciji vidni- tudi lastnikom. V tej fazi se vključi lastnike, da se dejavno vključijo v politiko in strategijo organizacije.
- Spremljevalni mehanizem:  Tu gre za vzpostavljanje sistema procesov, ki merijo izvedbo. Ti omogočajo spremljanje in analiziranje indikatorjev učinkovitega procesa. Na ta način pridemo do direktne povezave med indikatorji in strateškimi cilji.
- Izboljševanje mehanizmov: Ta dimenzija zajema odločanje, kateri proces je potrebno izboljšati, načrtovanje izboljšave, pobude in upravljanje procesov potrebnih sprememb.

Upravljanje poslovnih procesov tako predstavlja izboljševanje in upravljanje z vsemi procesi v podjetju na način, da bi dosegli tri želene učinke, ki so ključni za uspešnost podjetja. To so jasna strateška usmeritev, smiselno razporejanje virov in izboljšanje discipline pri dnevnih opravilih. Hkrati pa se pri takem podjetju želeni učinki osredotočajo na uporabnike oz. kupce.
Drugi avtorji navajajo šest faz upravljanja poslovnih procesov : 
1. načrtovanje (Obsega tako prepoznavo obstoječih porcesov kot tudi ustvarjanje bodočih porcesov. Lahko se veže na načrtovanje procesov med ljudmi, med osebo in stistemom ali med podsistemi.)
2. modeliranje (Uporabi teoretična izhodišča in na podlagi ugotovljenih komponent ustvari modele s katerimi poskuša optimizirati vse vidike.)
3. izvedba (Udejanjanje modelov pri čemer si pomaga z različnimi metodami, računalniško opremo, človeško intevencijo itd.)
4. spremljanje (oz. monitoring) (Spremljanje procesov koristi, da se spremembe hitro opazi in se pridobi potrebne podatke, da se probleme hitro ugotovi in razreši.)
5. izboljševanje (oz. optimiziranje) (Vključuje pridobivanje informacij, odkrivanje zastojev in priložnosti za zaslužek ter upeljevanje izboljšav.)
6. reorganiziranje (Potrebna faza, ko je posamezen porces preobsežen in optimiziranje ne prinese želenih rezultatov.)

## Učinki
Pri upravljanju poslovnega procesa gre v prvi fazi za zbiranje podatkov o organizaciji. Na podlagi zbranih podatkov se identificira točke neučinkovitosti in zastojev. Gre za ugotavljanje nekoristnih in neučinkovitih procesov z željo, da bi jih spremenili in izboljšali 
Učinkoviti procesi so tisti, ki porabijo najmanj virov in hkrati omogočajo uporabnikom najboljše storitve oz. produkte prilagojene glede na njihove posebnosti in potrebe. Podjetje se osredotoči na pogled strank in to vzame za izhodiščno točko načrtovanja preostalega dela procesa. Dosežke se tako ovrednoti preko zadovoljstva uporabnikov, kar delavce spodbudi k drugačnemu mišljenju. Delavci se tako ne vidijo zgolj kot figurice, ampak gledajo na svojo vlogo s širše perspektive. Zavedajo se svojega dela oz. vpliva pri ustvarjanju zadovoljnih in lojalnih uporabnikov, katerim želijo dati tisto, za kar so usposobljeni in zmorejo. Posledično je  delovanje bolj učinkovito. Ob jasni strukturi procesov, ki se jih razdeli tudi v subprocese, se obudi zavedanje, da ima vsak subproces svojega uporabnika.
Upravljanje poslovnih procesov se v organizaciji kaže tudi kot izboljševanje procesov odkrivanja, načrtovanja, modeliranja, ugotavljanja ključnih indikatorjev učinkovitosti (najpogosteje čas, kvaliteta, cena in prilagojenost), sodelovanja, odločanja in procesnega spremljanja. Organizacije oz. podjetja, ki prakticirajo upravljanje poslovnih procesov, se razlikujejo tudi v načinu mišljenja. Gre za tako imenovano procesno mišljenje, ki se osredotoča na proces od začetka do konca.
Uporaba upravljanja poslovnih procesov omogoča nenehno vrednotenje organizacije, pospeševanje prodaje na trgu; izboljšanje cen, produktivnosti, kvalitete in večja doslednost pri upoštevanju časovnih rokov; doseganje večjega zadovoljstva potrošnikov; prenašanje znanja; poenostavljanje procesov za doseganje večje efektivnosti, zmogljivosti in fleksibilnosti; zmanjševanje stroškov in izboljšanje virov dohodkov; zagotavlja večji vpogled v delo organizacije; hitrejše uvajanje novega delovanja ter doseganje skladnosti regulativ.

## Pripravljenost podjetja
Organizacijo se oceni glede na tri vidike: psihološko-sociološko, tehniško-tehnološko in ekonomsko, da se ugotavlja njeno pripravljenost za uvedbo upravljanja procesov. V raziskavah se kaže, da so ključni psihološko-sociološki vidiki (predstavljajo 70%). Namreč tudi organizacije oz. podjetja, ki nimajo najboljših ekonomskih pogojev ali niso tehnološko napredna, lahko kažejo dobro pripravljenost za uvedbo upravljanja poslovnih procesov. Boljše organizacijsko okolje vpliva na večjo pripravljenost podjetja. (Organizacijsko okolje pa se oblikuje z vrednotami, moralnimi načeli, sposobnostmi komuniciranja itd.). Še vedno pomembne so tudi tehniško-tehnološke značilnosti (20%) in ekonomske značilnosti (10%) .
Podjetja kažejo vedno več zanimanja za procesno vodenje, saj na ta način pride do zmanjševanja šibkih točk, zastojev v organizaciji oz. podjetju. To pa zmanjšuje možnosti za okvare in izgube.

## Uporaba
Smiselno in strateško uporabo upravljanja poslovnih procesov pridobimo z vajo in povezovanjem različnih področij. Potrebno je poiskati skladnost med procesi v podjetju in strategijo podjetja, odkrivati, meriti, modelirati in izboljšati procese, jih analizirati in primerjati na različnih časovnih točkah, oklestit pravila in načela, spreminjati organizacijsko kulturo, smiselno upravljati procese odločanja in smiselno umeščati tehnologijo  
Po navedbah avtorjev je vložek v upravljanje poslovnih procesov strateški, saj z usvajanjem in izkušnjami na teh področjih pripomoremo k izboljšavi in prilagoditvi podjetja za več let.
Da lahko upravljanje poslovnih procesov vzpostavimo v podjetju so drugi avtorji opredelili osnovne korake 
- Identificiranje uporabnikov oz. strank in dobaviteljev. Osredotočanje na zahteve strank in ključne dejavnosti.
- Definiranje procesov izvedbe merjenja, ki temelji na zahtevah strank. To pomeni, da je potrebno določiti, na kakšen način bomo merili in preverjali zahteve strank.
- Definiranje procesov za doseganje ciljev.
- Zaupanje odgovornost za doseganje zastavljenih ciljev.
- Razporejanje nalog načrtovane akcije, da dosežemo postavljene cilje.
- Razporejanje meritev, ciljev, planov in dodelljevanje odgovornosti za vse podprocese. Sledi izvajanje procesov, merjenje izvedbe in primerjava meritev z zastavljenimi cilji.
- Uporabljanje podatkov o izvedbi, da ugotovimo, kje bi bile izboljšave še koristne. Tako bo izkupiček omogočal nadaljevanje pri izboljševanju dejavnosti. Omogočal bo prenovitve načrtov, prilagajanje izvedbenih ciljev in preoblikovanje procesov.

Za uporabo upravljanja poslovnih procesov na inštitutu  omogočajo izobraževanja in pridobivanje različnih certifikatov o usposobljenosti na različnih vidikih upravljanja poslovnih procesov. V Sloveniji pa tudi deluje mednarodno podjetje  Arhivirano 2018-05-08 na Wayback Machine. , ki izobražuje, spremlja in vodi podjetja oz. organizacije, ki bi si želela  uvesti upravljanje poslovnih procesov.
Na začetku uvedbe upravljanja poslovnih procesov je koristno vzpostaviti skupino specialistov za upravljanje poslovnih procesov (10 do 20 oseb- za večja podjetja). Potrebno jih je vključiti kot notranje opazovalce. Z nudenjem podpore tem posameznikom je implementacija bolj učinkovita in hitrejša.

## Metode

### Six Sigma
Konkretno uporabo upravljanja poslovnih procesov omogoča Six Sigma, ki zaobjema več kot le tehnike. Eno prvih podjetij, ki je uporabilo to metodo, je bila Motorola. Zaobjema širok program treningov, ki se usmerja na procesno zavedanje, kjer je vsak zaposleni del procesa. Poleg uporabe pripomočkov je potrebno tudi spreminjanje  organizacijske kulture, ki se usmerja v izobraževanje zaposlenih, ki bodo podpirali spremembe v organizaciji. Uporablja se pripomočke, ki organizirajo podatke pridobljene v daljšem času. Uporablja se jih z namenom merjenja in zmanjševanja stopnje variabilnosti pri procesih. V ozadju temelji ideja, da se odstrani variabilnost, ki je posledica napak. Ta metoda temelji na spremembah učinkovitosti procesa.
Juran   je definiral tri vidike na podlagi katerih merimo kvaliteto procesov v organizaciji z metodo Six sigm. To so učinkovitost, storilnost in prilagodljivost. Prva se navezuje na sposobnost doseganja uporabnikovih potreb in želja s produktom oz. storitvijo organizacije oz. podjetja. Druga se navezuje na čim manjše vložke z velikim učinkom, tretja pa na zmožnost ohranjanja prvih dveh ne glede na spremembe na trgu.
Pri tej metodi si pomagamo tudi s procesnim zemljevidom, ki pomaga, da vsi delavci vidijo delo skozi enako luč. To omogoča prostor za napredek. Pet stopenjski zemljevid (angleška kratica iz začetnic je SIPOC) vključuje naslednje točke: dobavitelji (supplier- viri za omogočanje delovanje organizacije), vložki (input- zagotavljanje informacij, materiala in storitev), proces (process- zaporedje korakov, ki vložek spremenijo v izdelek), izdelki (končne storitve oz. produkti, ki so rezultat procesa) in stranka (customer- oseba oz. organizacija oz. proces, ki prejme naš izdelek).
Harry  navaja osem ključnih strategi, ki jih zajema ta metoda in omogoča uspeh. Navaja prepoznavo: v kakšni fazi se nahaja posel organizacije; definiranje: kakšne načrte je potrebno definirati, da bo napredovala vsaka od faz; merjenje: preverjati sistem, ki bo podpiral načrte; analizo: kjer se ugotavlja razlika med izhodiščno točko in ciljem; kontrolo: spremljati nivoje karakteristik, ki so ključne; standardiziranje: kar se izkaže za najboljše uveljaviti in ohraniti; povezovanje: najboljše izsledke združiti v enotno načrtovano ogrodje.
Podatke za to metodo se pridobiva največkrat z opazovanjem, kar naredi postopek zelo dolgotrajen. Prav tako se taka analiza redko usmeri na vse procese, od prvega do zadnjega, ki se odvijajo v organizaciji.

### Procesno rudarjanje
Probleme zaradi pridobivanja obsežnih podatkov so izboljšali z metodo procesnega rudarjenja . Gre za avtomatično pridobljene podatke, ki so poleg tega tudi bolj točni, saj ne temeljijo na opazovanju in interpretaciji ljudi. Oblikovani so tudi programi, ki na podlagi informacij izrišejo modele in omogočajo vpogled v proces dela. Ta metoda je sedaj uporabljena širom po svetu.
Vendar tudi te metode ne uporabljajo v namene izboljšanja samega dela, vendar bolj za oblikovanje modelov. 
Tako je priporočljivo, da ti metodi združimo. S procesnim rudarjenjem pridobimo podatke in točne mere učinkovitosti procesa. Z metodo Six Sigma pa dobimo vpogled v razloge variabilnosti, identifikacijo in evalvacijo različnih sprememb v procesu.
Nesistematično in redko uporabljena je tudi metoda 'raziskava delovanja', ki služi pri kompleksnem odločanju. Gre namreč za tehniko, ki omogoča simulacijo, optimizacijo idr. Tako so lahko kompleksni problemi preobraženi v enostavnejše probleme. Cilje je tako optimizirati proces, da se doseže čim večjo procesno učinkovitost (v času, denarju itd.)

## Kritike
Zdi se, da sta raziskovanje in uporaba upravljanja poslovnih procesov na nekoliko različnih nivojih. Kritiki   omenjajo, da se raziskave preveč osredotočajo na specifične vidike upravljanja poslovnih procesov, na drugi strani pa organizacije ne uspejo pridobiti niti osnovne sheme delovnih procesov v organizaciji na kateri bi lahko gradile. Tako ne izločijo nepotrebnih delovnih procesov in jim to tudi otežuje prilagajanje za boljšo delovno učinkovitost ter jim onemogoča odpravljanje delovnih zastojev.
Prav tako avtorji navajajo, da samo razvijanje modelov upravljanja procesov ne koristi, če niso prenosljivi v realnost situacije. Opozarjajo, da naj bo strukturiranje modelov z namenom uporabe.